# ماذا لو حكم الإخوان؟ (كتاب)

غلاف الكتاب

ماذا لو حكم الإخوان؟ هو كتاب باللغة العربية للكاتبة المصرية فاطمة سيد أحمد صدر عن «دار الحرية للثقافة والنشر» في القاهرة العام 2008 .
يبحث الكتاب في ثمانية فصول عدة محاور حيث يستعرض نشأة حركة الإخوان المسلمين على يد مرشدهم الأول حسن البنا في مصر، وصولا إلى مرشدهم الحالي محمد مهدي عاكف. كما يناقش الكتاب تكتيكات جماعة الإخوان، والنماذج التي ينوون تطبيقها في حال وصلوا إلى الحكم في مصر. وتنتهي الكاتبة إلى أن أي استنتاج للإجابة على عنوان الكتاب «ماذا لو حكم الإخوان» «لن تسفر إلا عن حقائق غامضة ومقلقة لأن الأفق السياسي، عندئذ، سيكون مفتوحاً على كل الاحتمالات».